# 岡薩雷斯山
77°11′S 144°33′W / 77.183°S 144.550°W
岡薩雷斯山（西班牙語：Monte González）是南極洲的山峰，位於瑪麗伯德地，處於阿斯曼嶺以東2公里，屬於福特山脈中薩諾夫山脈的一部分，由美國探險隊繪入地圖，現時由南極條約體系管理。